# 汪殿华
汪殿华（1910年—1988年），男，江苏常熟人，中国药学家，曾任上海市卫生局药品检验所所长，中国药学会理事，药典委员会委员。